# Diszruptív szelekció

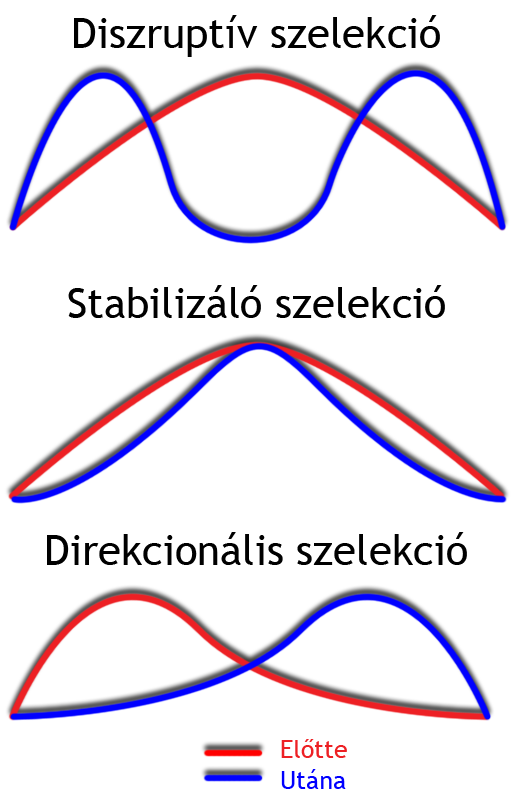
A szelekció három típusát bemutató ábra

A diszruptív szelekció, diverzifikáló szelekció vagy szétválasztó szelekció a populációgenetikában a természetes szelekció olyan típusának elnevezése, mely egy fenotípusos tulajdonság szélső értékeit támogatja a közepes értékekkel szemben. Ilyenkor a jelleg sokfélesége növekszik, és a populáció a jelleg alapján két eltérő csoportba oszlik.
Ezt az evolúciós folyamatot tartják a szimpatrikus speciáció egyik fő hajtóerejének.

## Példa
Tételezzünk fel egy nyúlpopulációt, ahol az egyes nyulak színét két, részlegesen dominánsan öröklődő jelleg határozza meg: a fekete bunda, amit „B”-vel és a fehér bunda amit „b”-vel jelölünk. 
Ebben a populációban a „BB” genotípusú nyúl fenotípusa a fekete szőrzet lenne, a „Bb” genotípusú szőrzete szürke lenne (keverten mutatna fekete és fehér jelleget) és a „bb” genotípusnak fehér lenne a szőrzete.  
Ha ez a nyúlpopuláció olyan környezetben élne, aminek egyes részeit fekete, más részeit fehér sziklák borítják, a fekete szőrzetű nyulak hatékonyan el tudnának rejtőzni a ragadozók elől a fekete sziklákon, a fehér szőrzetű pedig a fehér sziklákon. A szürke szőrzettel rendelkező nyulak azonban az élőhely mindkét területén feltűnőek lennének, ezért nagyobb arányban pusztítanának közöttük a ragadozók.
Ez a szelekciós nyomás azzal a hatással lenne a hipotetikus nyúlpopulációra, hogy szétválasztó kiválasztódás történne a szőrzetszín szélső értékeire: a fehérre és a feketére, de nem a szürkére.

## Jelentősége
A diverzifikáló szelekció különleges jelentőségű az evolúcióbiológia történetében, hiszen főszereplője az evolúció egyik sarkalatos esetének, méghozzá a Galápagos-szigeteken előforduló, Darwin által megfigyelt pintyekkel kapcsolatban.
Darwin észrevette, hogy a szigeteken élő pintyfajok kellően hasonlítanak egymásra ahhoz, hogy egyetlen faj leszármazottainak lehessen őket tekinteni. A csőrük méretében azonban az egyes fajok között jelentés eltérés mutatkozott. A variáció láthatólag az egyes szigeteken hozzáférhető magokhoz való adaptív alkalmazkodásból származott (nagy magvakhoz nagy csőr, kis magvakhoz kis csőr). A közepes méretű csőrrel nehéz lenne fölszedni az apró magvakat és nem elég kemény a nagyobb magvakhoz, ezért az maladaptívnak bizonyult.
Noha a diverzifikáló kiválasztódás fajképződéshez vezethet, ez nem olyan gyors vagy egyértelmű folyamat, mint más speciációs eseteknél vagy evolúciós változásoknál. Ennek az az oka, hogy a diszruptív szelekció eredményei kevésbé stabilak, mint a direkcionális szelekció eredményei (a direkcionális szelekció a spektrum egyik végén lévő egyedeket favorizálja).
Tekintsük újra a nyulak matematikailag egyszerű, bár biológiailag valószínűtlen esetét: tegyük fel, hogy direkcionális szelekció lép életbe. A mezőn csak sötét színű kövek vannak, tehát minél sötétebb a nyúl, annál jobb neki. Végül jó sok fekete nyúl lesz a populációban (tehát sok „B” allél) és valamivel kevesebb szürke nyúl (akik a kromoszómáik 50%-ával a „B” allélt, a másik 50%-kal a „b” allélt propagálják a populációban). Lesz egy kevés fehér nyúl is (nem sok, mivel kevés „b” allél van). Ez ahhoz vezethet, hogy a „b” allél kihal és kizárólag fekete nyulak maradnak, mivel nincs semmi, ami a „b” allélt előnyössé tenné. A számuk csak csökkenhez, és végül le is nullázódhat.
Tekintsük most a diverzifikáló szelekciót. Az eredmény azonos számú fekete és fehér nyúl, és így a „B” és „b” allél közel azonos számban vannak jelen. Minden alkalommal, ha egy fehér és egy fekete nyúl párosodik, szürke utódokat fognak a világra hozni. Ahhoz, hogy az eredmény igazán hatásos legyen, szükséges egy olyan erő, ami a fehér nyulakat arra készteti, hogy a fehér nyulakkal párosodjon, a feketéket pedig, hogy a feketékkel. A pintyek esetében ez az „erő” a földrajzi/niche izoláció volt.

## Fordítás
Ez a szócikk részben vagy egészben a Disruptive selection című angol Wikipédia-szócikk ezen változatának fordításán alapul.  Az eredeti cikk szerkesztőit annak laptörténete sorolja fel. Ez a jelzés csupán a megfogalmazás eredetét és a szerzői jogokat jelzi, nem szolgál a cikkben szereplő információk forrásmegjelöléseként.